# Diaphora mendica
Diaphora mendica — вид метеликів з родини еребід (Erebidae).

## Поширення
Вид поширений по всій Європі, за винятком крайньої півночі та Середземномор'я, та Північній Азії на схід до Байкалу. Мешкає у соснових лісах, вологих луках і вересових болотах.

## Опис
Розмах крил близько 30 мм. Вид характеризується вираженим статевим диморфізмом. Самці сіро-коричневі, а самиці яскраво-білі з кількома чорними плямами. В обох пухнасті голови. Самиці схожі до Spilosoma lubricipeda, але не мають помітного чорно-жовтого забарвлення на черевці.

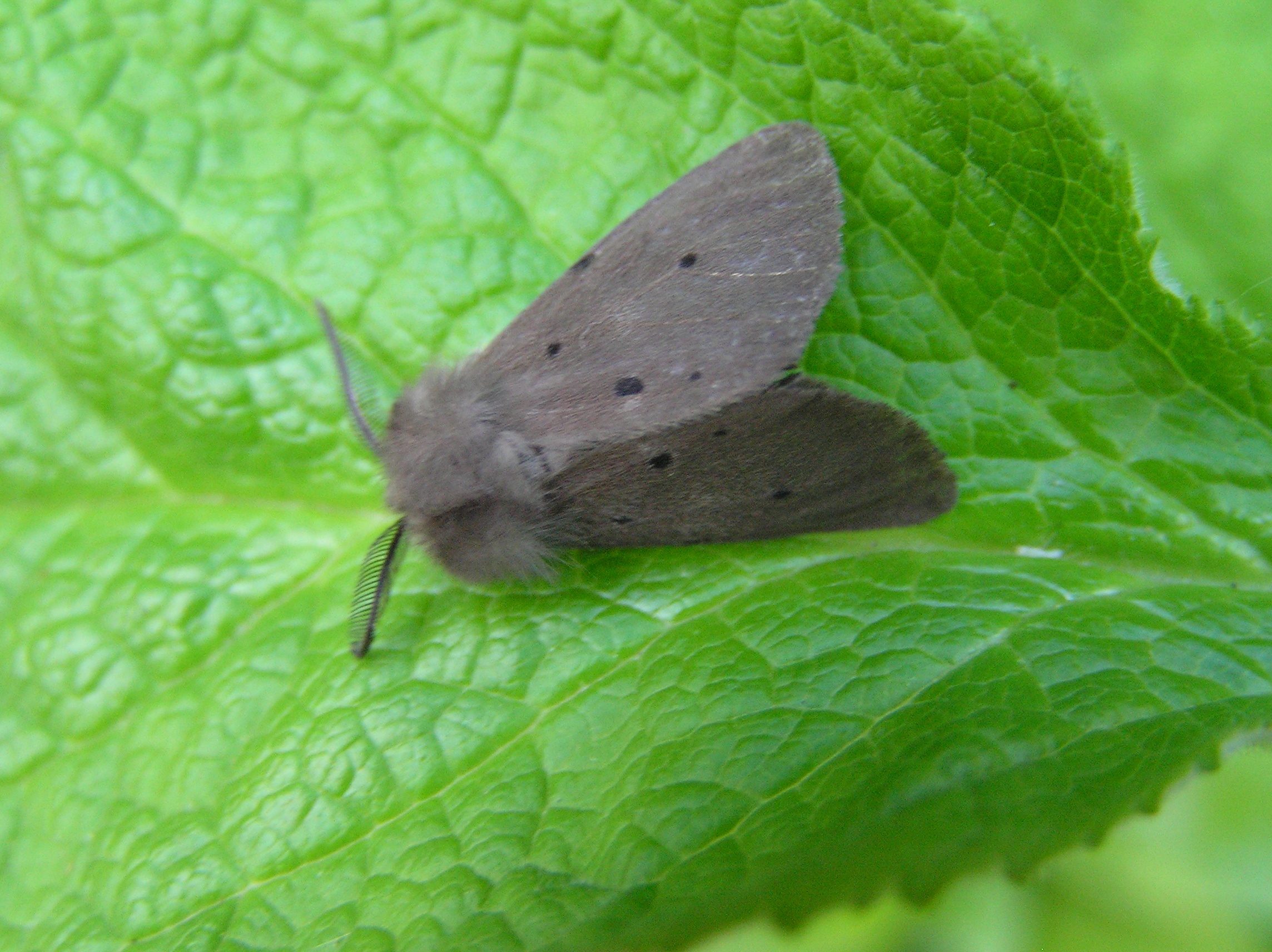
Самець
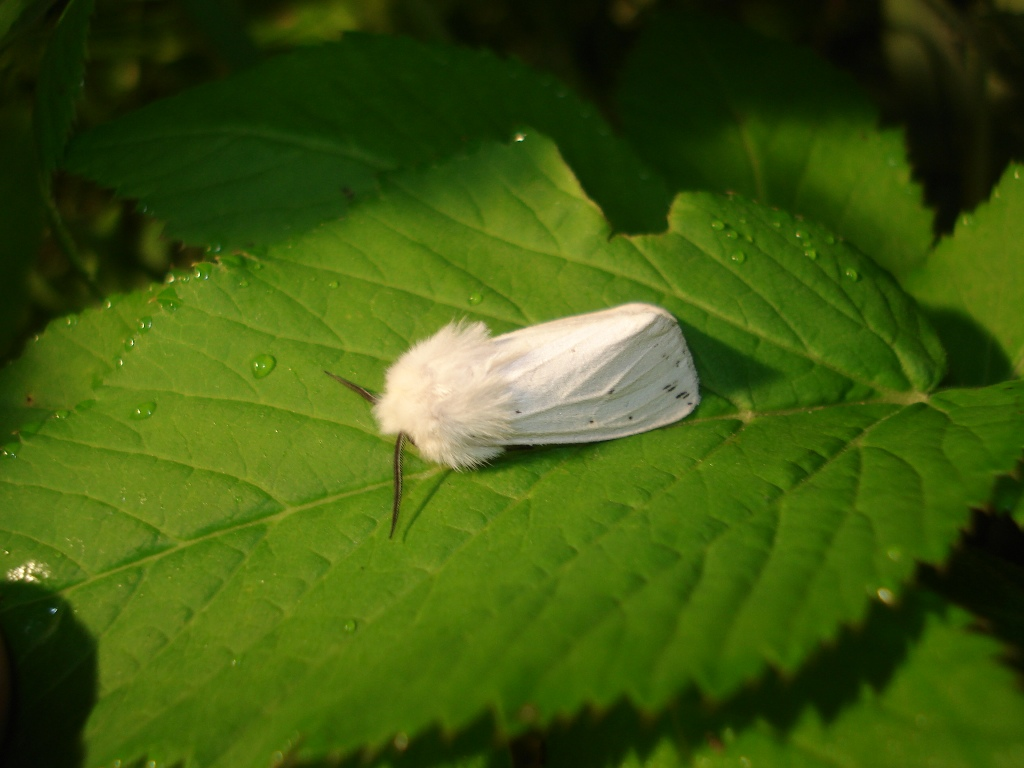
Самиця
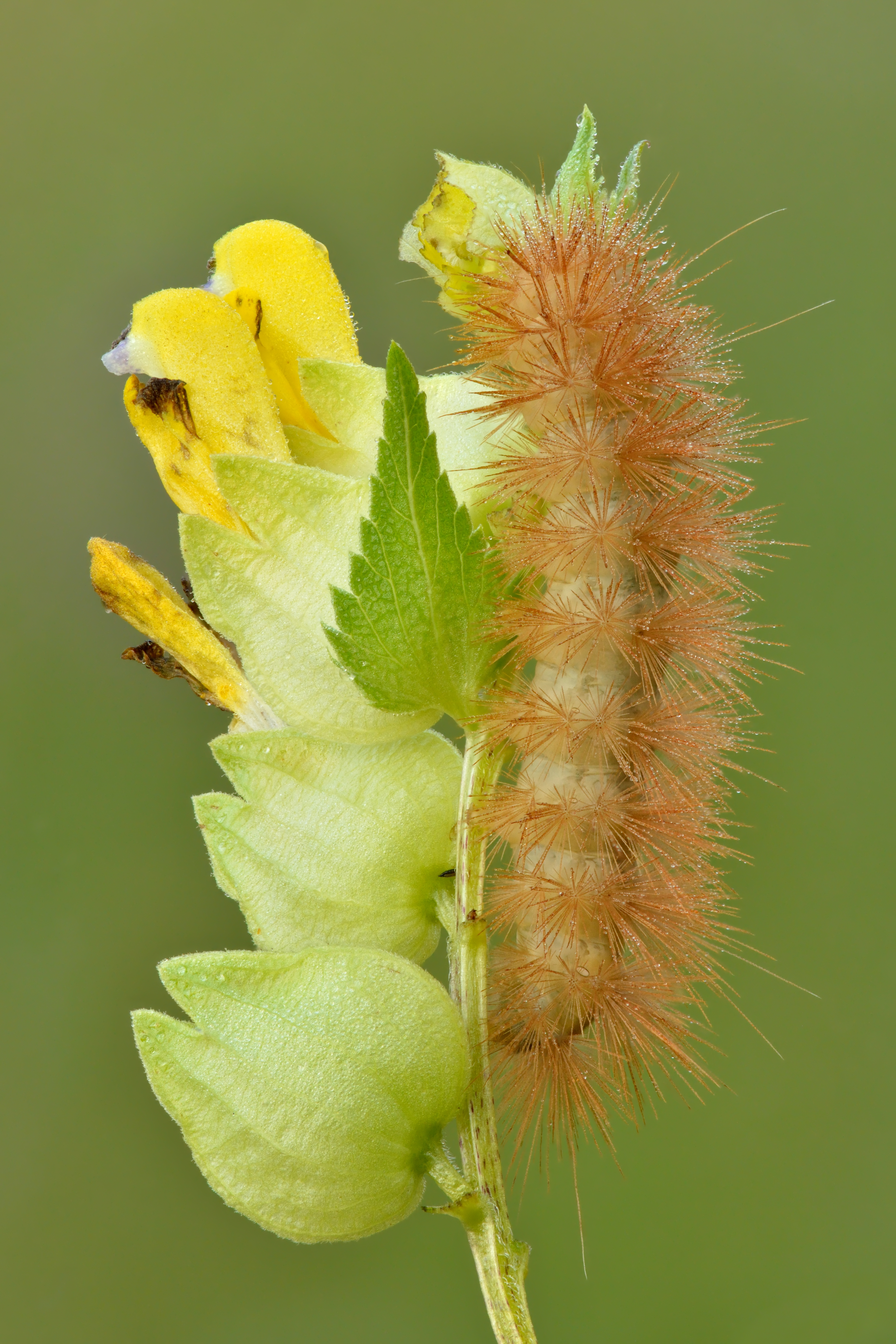
Гусениця

## Спосіб життя
Метелики літають в одному поколінні з квітня до початку липня. Личинки живляться березою, вербою, щавлем, глухою кропивою і подорожником. Самиця відкладає на листках круглі злегка зеленуваті яйця. Гусениці трапляються з липня по жовтень. Личинка сіро-коричнева, з боків зеленувата, з червонувато-коричневими бородавками і рудими волосками; на спині є серединна лінія, яка іноді нечітка.